# Kapsuły kriogeniczne
Jeżeli edytujesz kod źródłowy, to aby uzyskać taki efekt: teoria, elektronem, Witolda Gombrowicza – twórz linki według składni: [[teoria]], [[elektron]]em, [[Witold Gombrowicz|Witolda Gombrowicza]].

Kapsuła kriogeniczna – urządzenie wykorzystywane w krioterapii do ogólnoustrojowej stymulacji organizmu za pomocą ekstremalnie niskich temperatur (od ok. −100 °C do ok. −160 °C).

## Rodzaje
Wyróżnia się kriosaunę i kriokomorę.

### Kriosauna
Kriosauna to jednoosobowe pomieszczenie, w którym działaniu zimna poddawane jest całe ciało pacjenta oprócz głowy. Ten rodzaj komory kriogenicznej jest otwarty od góry, podczas gdy obok jest umieszczone urządzenie sterujące i pompujące medium chłodzące. Otwarta budowa pozwala pacjentom na stałe utrzymywanie kontaktu wzrokowego i głosowego z obsługą urządzenia. Kriosauna posiada ruchome podłoże, dzięki czemu jest możliwe dostosowanie urządzenia do wzrostu pacjentów.

### Kriokomora
Kriokomora to urządzenie jedno- lub wieloosobowe składające się z kilku pomieszczeń – jednego lub dwóch przedsionków oraz komory zabiegowej. W przedsionkach utrzymywane są wyższe temperatury, ok. −10 °C i −60 °C, natomiast temperatura w komorze zabiegowej wynosi od około −120 °C do nawet −160 °C. W przedsionku pacjent spędza około 30 sekund a następnie przechodzi do komory zabiegowej, gdzie spędza do trzech minut. Ma to na celu stopniowe przyzwyczajenie organizmu do zimna oraz zminimalizowanie efektów stresu termicznego. Obydwa pomieszczenia posiadają drzwi zewnętrzne, co umożliwia pacjentom opuszczenie kriokomory w razie potrzeby. Dodatkowo, przedsionek i komora właściwa są połączone drzwiami wewnętrznymi.
Typowa objętość pomieszczeń w kriokomorze to około 15 m³. Wychłodzenie tej przestrzeni wymaga nawet około 90 kg kriogenu. Ze względu na wykorzystywaną w chłodzeniu technologię wyróżnia się kriokomory chłodzone ciekłym azotem, mieszaniną ciekłego azotu i tlenu (tzw. syntetyczne powietrze) oraz przy użyciu kaskadowych chłodziarek sprężarkowych. Wymienniki ciepła stosowane w kriokomorach zużywają 90-100 kg odpowiednio ciekłego azotu lub syntetycznego powietrza na godzinę pracy urządzenia. Przepustowość urządzenia wynosi do 30 osób na godzinę.

### Kriokomora wrocławska
Rozpowszechnione w Polsce komory niskich temperatur zaprojektowane przez inż. Raczkowskiego składają się z dwóch złączonych ze sobą pomieszczeń – przedsionka oraz komory właściwej. Zasilane są ciekłym azotem i wyposażone są w pełni zautomatyzowany system sterowania. Ściany kriokomór typu wrocławskiego są wykonane z materiałów o unikalnych parametrach izolacji. Przeszklone otwory w drzwiach oraz stały kontakt wzrokowy i słuchowy z obsługą urządzenia wpływają na bezpieczeństwo korzystania z urządzenia.

## Działanie
W kapsule kriogenicznej skóra jest wystawiana na działanie powietrza lub pary azotu o ekstremalnie niskiej temperaturze. Za sprawą niemal całkowitego braku wilgoci w atmosferze o tak niskiej temperaturze, wymiana cieplna między gazem a organizmem człowieka jest bardzo słaba, w efekcie czego dochodzi do jedynie niewielkiego wychłodzenia skóry. W kabinach zasilanych ciekłym azotem powietrze przechodzi najpierw proces oczyszczenia, osuszenie i wstępnego schłodzenia. W przypadku komór zasilanych syntetycznym powietrzem odparowana ciecz jest wykorzystywana jako powietrze oddechowe bez konieczności dodatkowego oczyszczania. Komory te muszą posiadać odpowiednie urządzenia zabezpieczające zbiornik magazynowy przed całkowitym wykorzystaniem cieczy i możliwą awarią. W takim wypadku do pomieszczenia zostanie dostarczona ze zbiornika mieszanina gazowa z ponad 50% zawartością azotu, co może być podstawą do wystąpienia stanu zagrożenia zdrowia lub życia osób przebywających w komorze. We wszystkich rodzajach kriokomór niezbędna jest ciągła kontrola zawartości tlenu w atmosferze oddechowej oraz zabezpieczenie drzwi urządzenia przed przymarznięciem.

## Historia

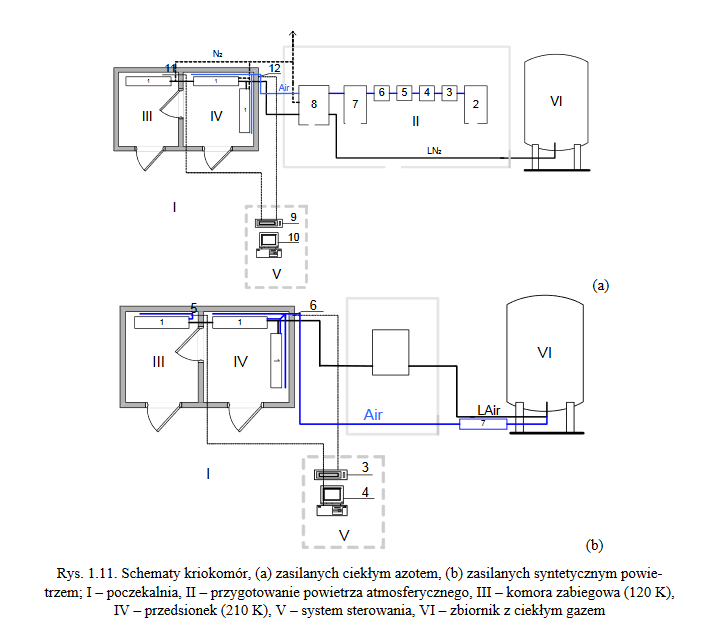
Schematy kriokomór

Pierwsza na świecie komora niskotemperaturowa została skonstruowana w 1978 roku w Reiken Rheumatism Village Institute w Oita przez zespół prof. Toshiro Yamauchiego. Druga na świecie a pierwsza w Europie kriokomora powstała w 1982 roku w Niemczech. Jej twórcą był ówczesny kierownik Kliniki Reumatologii św. Józefa w Senehorst prof. Reinhard Friecke.
W Polsce pierwszą kapsuła kriogeniczna do ogólnoustrojowego schładzania organizmu była dwustopniowa komora kriogeniczna zwana „wrocławską”. Powstała w 1989 roku we Wrocławiu pod kierownictwem prof. dr. hab. n. med. Zdzisława Zagrobelnego w Instytucie Niskich Temperatur i Badań Strukturalnych. Było to trzecie takie urządzenie skonstruowane na świecie a drugie w Europie. Po przetestowaniu przez ochotników trafiła w 1989 roku na Oddział Reumatologiczny w Wojewódzkim Szpitalu Specjalistycznym Narządu Ruchu w Kamiennej Górze. Usprawniona wersja kriokomory konstrukcji mgr inż. Zbigniewa Raczkowskiego powstała w 1996 roku w Akademii Wychowania Fizycznego we Wrocławiu.